# شیدی
شیدی، روستایی است از توابع بخش پلدشت و در شهرستان ماکو استان آذربایجان غربی  ایران.

## جمعیت
این روستا در دهستان چایپاسارشرقی  قرار داشته و بر اساس سرشماری سال ۱۳۸۵ جمعیت آن ۸۲۰ نفر (۱۶۷ خانوار)   
بوده است.